# 再戰江湖
《再戰江湖》（英語：Return Engagement）是1990年上映的一部香港黑帮犯罪动作电影，由張同祖执导，王家卫编剧，鄧光榮、羅美薇、李美鳳、刘德华和任達華主演。1990年3月17日在香港上映。同类型电影有1992年的《龙腾四海》。

## 剧情
龙浩天（鄧光榮飾）是加拿大温哥华的黑社会堂口首领，妻子（吳家麗飾）不满丈夫的黑道生活与之分手，龙哥取得女婴嘉嘉的抚养权。妻子卻被龙哥的对头，隸屬意大利黑手黨當地分支头目圣天奴的人馬枪杀。为了给妻子报仇，龙哥在车站公开行刺圣天奴被捕。十几年过去了，龙哥出狱后受到彪叔的款待，认识了彪叔的手下华仔（劉德華飾），华仔很崇拜龙哥。之后龙哥前往香港寻找女儿嘉嘉的下落。
到港后他认识了洪爷（谷峰飾）及其手下李朋（任達華飾）。龙打听到曾与嘉嘉生活在同一孤儿院的小龙女（羅美薇飾）在小凤那里上班，通过凤姐（李美鳳飾）龙哥找到了小龙女并把她从坏人手中救出，因此也得罪了丧坤（陳志輝飾），而丧坤正是李朋的門生。龙哥要小龙女帮他找女儿，小龙女则要他帮她追求音乐青年大卫（吳大維飾），然而大卫要去加拿大读书，令她很伤心。从小龙女口中龙哥得知嘉嘉两年前因为情场失意已经跳楼自杀身亡，相处中龙哥与小龙女二人之间有了父女情愫。
小龙女为救凤姐而与丧坤为敌，繼而摧毀他的毒品交易，也因此得罪了李朋。洪爷责怪李朋对不起龙哥，李朋就杀了洪爷。为了帮助小龙女救出凤姐对抗李朋，龙哥向加拿大的彪叔请求支援，包括华仔在内的五人来港相助。在车厢里的龙哥与华仔等六人以寡敵眾，与李朋手下的大批同黨展开一輪激戰，李朋手下們相繼倒下，李朋也中枪倒地，不过人质凤姐卻被其繫上烈性炸藥，最終也成為犧牲者，而性命垂危的李朋亦被龍哥枪杀。
听到警车渐进的声音，龙哥决定自己单独留下来以承担法律责任，让另外五人赶快离开（然而他们在偷渡离港时被抓各判十年）。狱中的龙哥与探监的小龙女对谈，小龙女已将他当作爸爸。

## 人物角色
| 演員   | 角色     | 粵語配音 | 備註／關係                     |
| 鄧光榮 | 龙浩天   | 鄧光榮   | 加拿大黑社会堂口首领           |
| 李美鳳 | 钱小凤   | 盧素娟   | 夜场工作的领班                 |
| 羅美薇 | 小龙女   | 沈小蘭   | 龙哥女儿嘉嘉的朋友             |
| 任達華 | 李朋     | 陳欣     | 大反派，原是洪爷手下，后反叛   |
| 吳大維 | David    | 張炳強   | 音乐人，小龙女喜欢他           |
| 吳家麗 |          | 曾慶珏   | 客串，龙浩天之妻，生有一女嘉嘉 |
| 劉德華 | 华仔     | 張炳強   | 客串，彪叔手下，后成为龙哥助手 |
| 黃錦燊 | 黃sir    | 陳永信   | 警員                           |
| 谷峰   | 洪爺     | 賈鳳悟   |                                |
| 陳志輝 | 坤哥     | 陳永信   | 李朋手下                       |
| 張翼   |          |          |                                |
| 黃植森 | 龙哥保鏢 | 陳欣     | 客串，龙浩天助手               |
| 董瑋   | 龙哥保鏢 | 陳永信   | 客串，龙浩天助手               |

## 電影歌曲
| 曲別   | 歌曲         | 作曲   | 作詞   | 编曲   | 演唱       |
| ------ | ------------ | ------ | ------ | ------ | ---------- |
| 主題曲 | 〈遲到的愛〉 | 林敏怡 | 林敏驄 | 林敏怡 | 王菲、黃翊 |